# رباط العبادي (يهر)

تعديل مصدري - تعديل

رباط العبادي هي إحدى قرى عزلة يهر بمديرية يهر التابعة لمحافظة لحج، بلغ تعداد سكانها 418 نسمة حسب تعداد اليمن لعام 2004.